# كيث أثيرتون
كيث أثيرتون (بالإنجليزية: Keith Atherton)‏ هو لاعب كرة قاعدة أمريكي، ولد في 19 فبراير 1959 في نيوبورت نيوز في الولايات المتحدة.

## وصلات خارجية
- كيث أثيرتون على موقعبيزبول رفرنس.كوم (الدوري الرئيسي) (الإنجليزية)
- كيث أثيرتون على موقعبيزبول رفرنس.كوم (الدوري الثانوي) (الإنجليزية)
- كيث أثيرتون على موقع مشجعي الرسوم البيانية (الإنجليزية)